# Euryglottis
Genre
Euryglottis est un genre de lépidoptères (papillons) de la famille des Sphingidae, de la sous-famille des Sphinginae et de la tribu des Sphingini.

## Description
Les espèces du genre Euryglottis ont des similitudes avec celles du genre Manduca, mais elles se distinguent par leurs antennes beaucoup plus épaisses. La tête, le thorax et l'abdomen, ainsi que les tibias, toutes les jambes sont densément couverts de poils laineux. Cette caractéristique donne à penser que ces animaux sont adaptés à une vie dans les zones de montagne.

## Répartition et habitat
Le genre est néo-tropical.

## Systématique
- Le genre Euryglottis a été décrit par l'entomologiste français Jean-Baptiste Alphonse Dechauffour de Boisduval en 1875[2].

### Liste d'espèces
D'après Ian J. Kitching, Jean-Marie Cadiou 
- Euryglottis albostigmata - Rothschild 1895
- Euryglottis aper - (Walker 1856)
- Euryglottis davidianus - Dognin 1891
- Euryglottis dognini - Rothschild 1896
- Euryglottis guttiventris - Rothschild & Jordan 1903
- Euryglottis johannes - Eitschberger 1998
- Euryglottis oliver - Eitschberger 1998

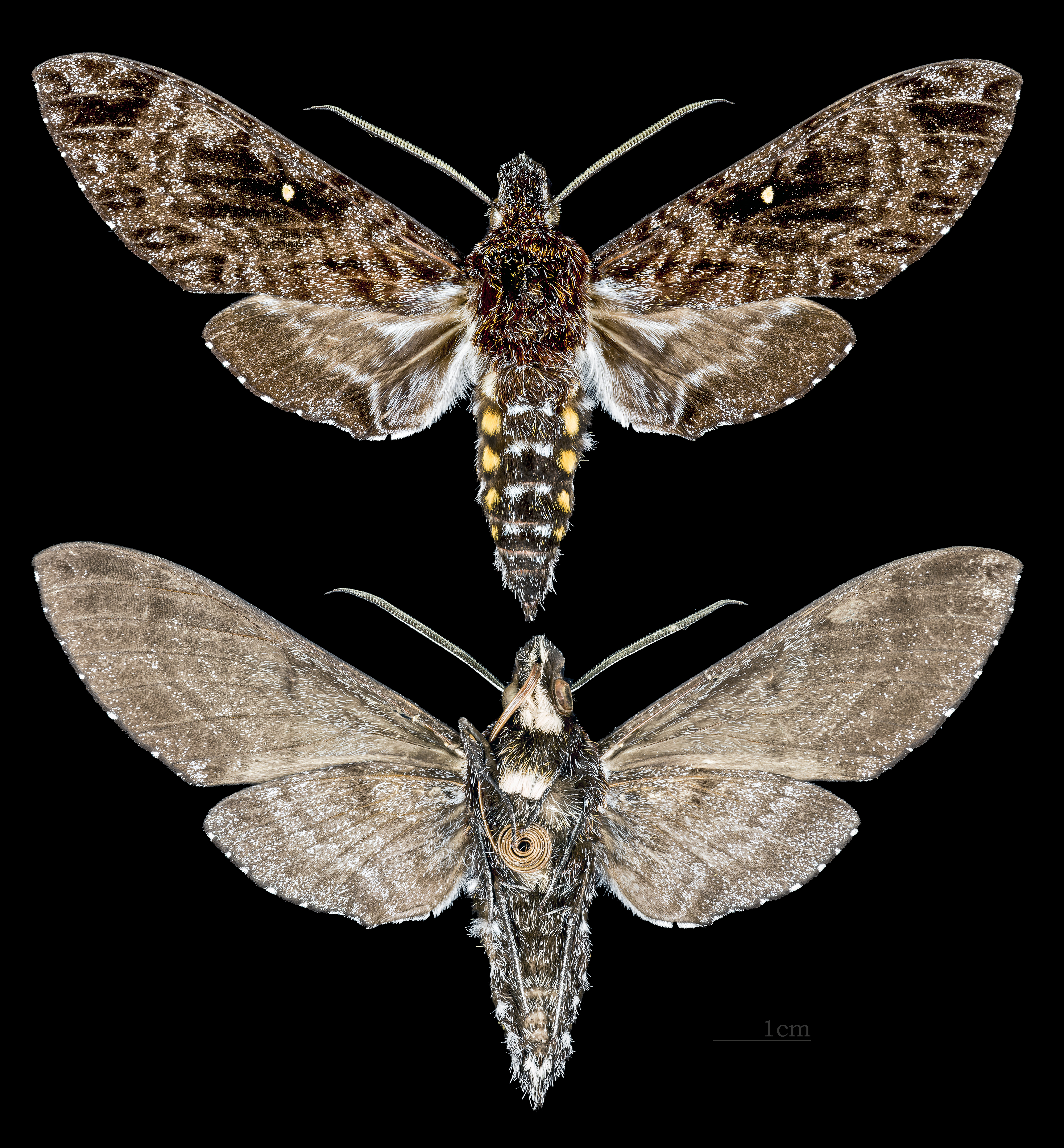
Euryglottis albostigmata.
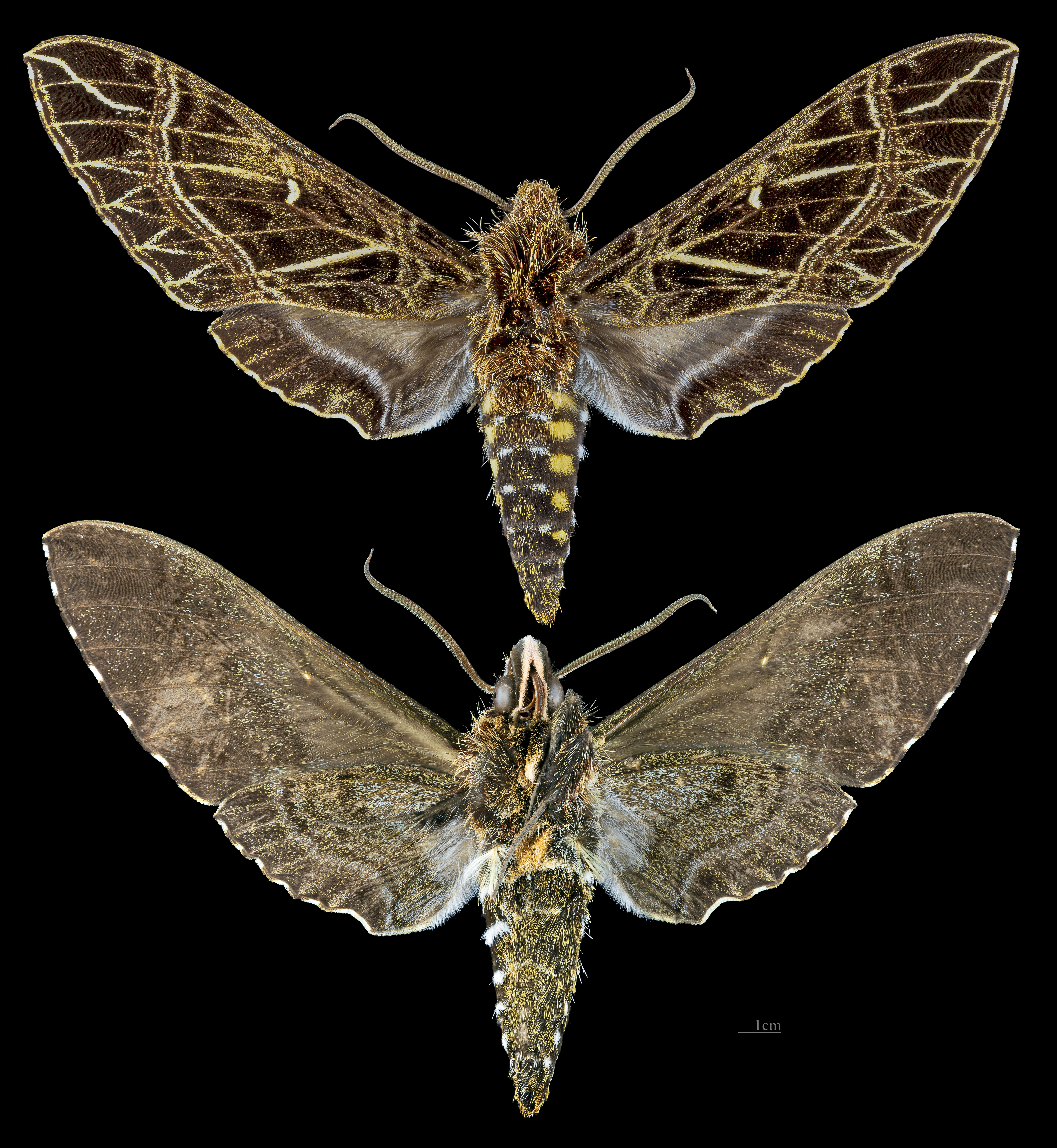
Euryglottis aper.
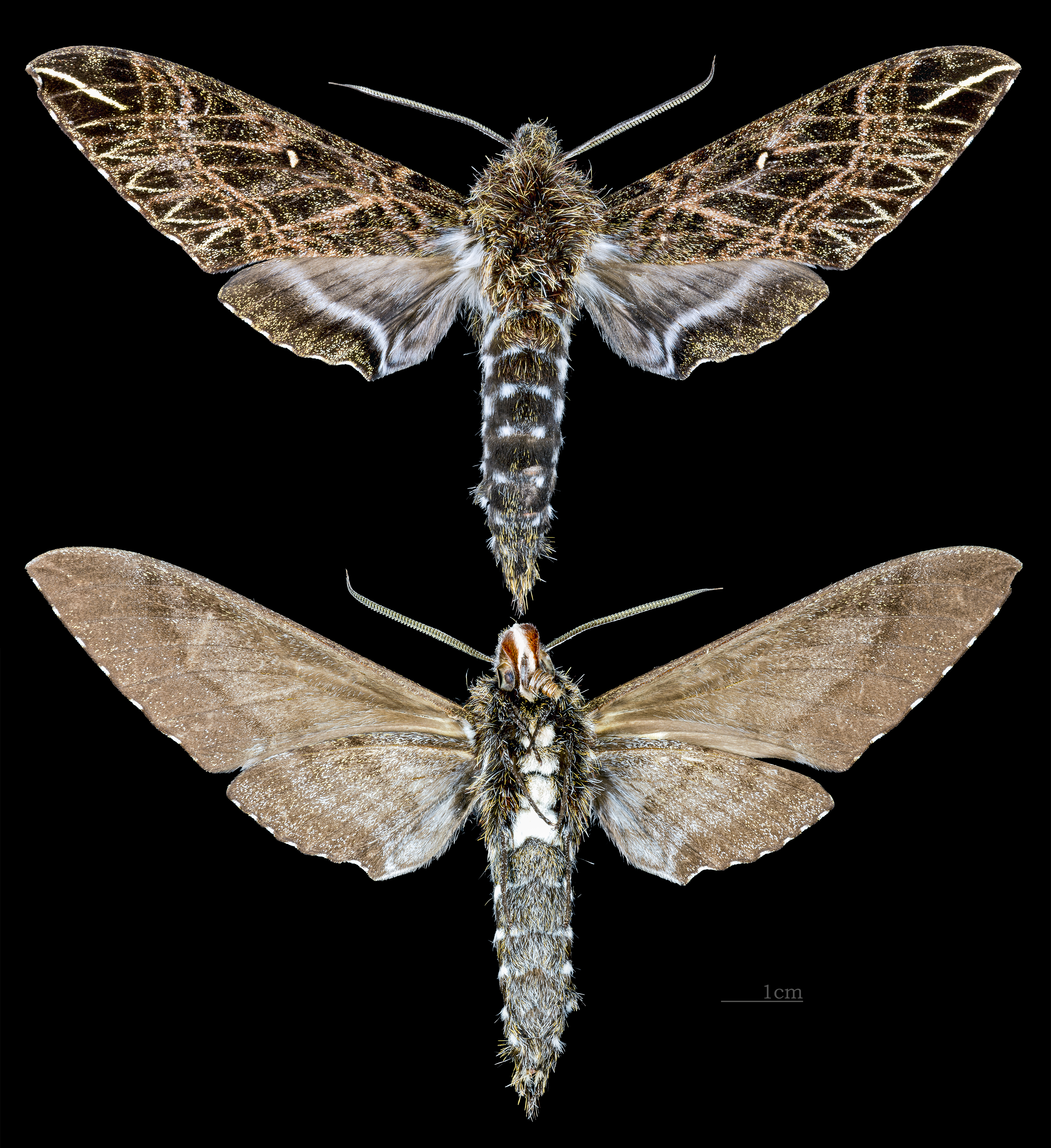
Euryglottis dognini.
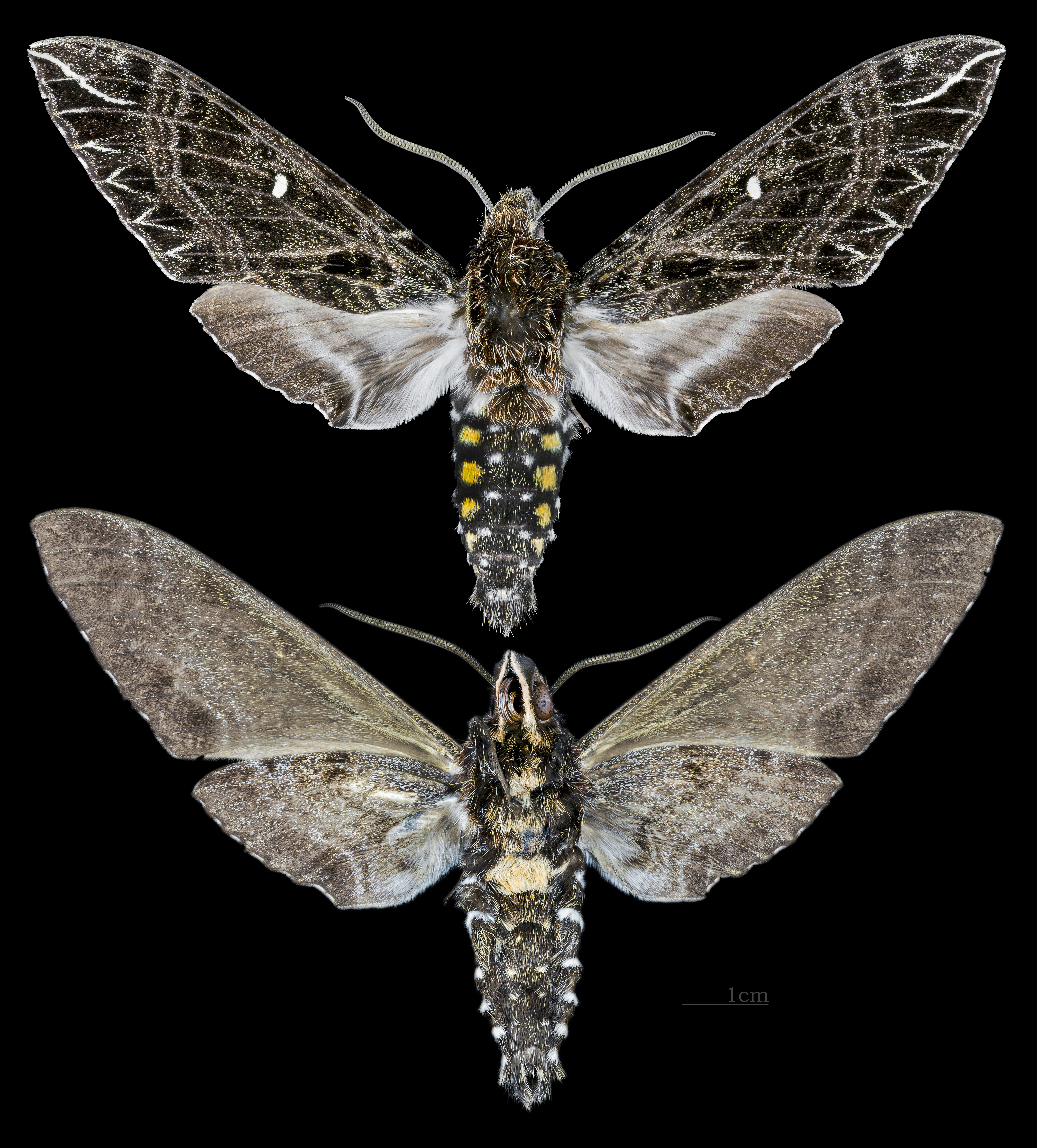
Euryglottis guttiventris.